# The Postman Always Rings Twice (1946)
The Postman Always Rings Twice (br: O Destino Bate à Sua Porta; pt: O Destino Bate à Porta) é um filme estadunidense de 1946, do gênero drama, dirigido por Tay Garnett.

## Sinopse
Em meio aos anos 30, o proprietário de um posto de gasolina e restaurante contrata um jovem, que acaba se envolvendo com sua jovem e bela esposa. Logo, eles planejam matar o dono do local para ficar com o dinheiro que ele possui.

## Elenco principal
- Lana Turner ....  Cora Smith
- John Garfield ....  Frank Chambers
- Cecil Kellaway ....  Nick Smith
- Hume Cronyn ....  Arthur Keats
- Leon Ames ....  Kyle Sackett
- Audrey Totter ....  Madge Gorland
- Alan Reed ....  Ezra Liam Kennedy
- Jeff York ....  Blair
- King Baggot .... Espectador do tribunal (não-creditado)
- Dorothy Phillips .... Enfermeira (não-creditada)
- Frank Mayo .... Oficial de Justiça (não-creditado)
- Harold Miller .... Fotógrafo (não-creditado)